# 蓋爾斯格倫德巴赫河

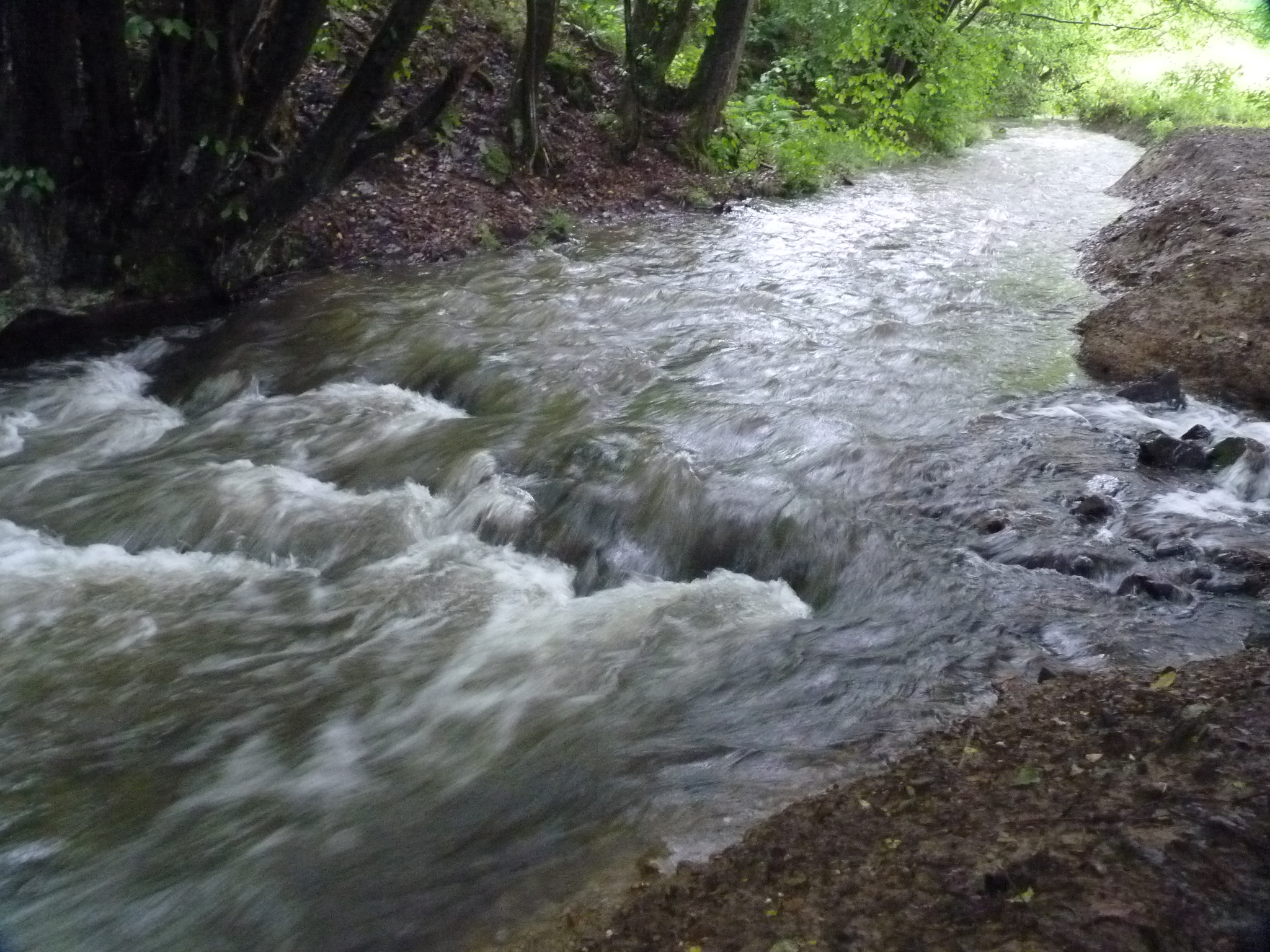

50°51′57″N 8°12′01″E / 50.865912°N 8.200250°E
蓋爾斯格倫德巴赫河（德語：Geiersgrundbach），是德國的河流，位於該國西部，流經北萊茵-威斯特法倫州，屬於韋爾滕巴赫河的左支流，河道全長7公里，流域面積10平方公里。